# Skara (đô thị)
Đô thị Skara (Skara kommun) là một đô thị ở hạt Västra Götaland ở phía tây Thụy Điển. Thủ phủ là thành phố Skara.
Khu vực của đô thị này bao gồm 16 đơn vị chính quyền địa phương gốc. Cuộc cải tổ đô thị năm 1952 đã sắp xếp lại thành 4 đơn vị. Năm 1971, thành phố Skara được hợp nhất với các đô thị nông nghiệp để lập đô thị với địa giới như ngày nay.
Khu trung tâm của Skara vẫn giữ được sự hình thành đặc biệt từ thời Trung cổ với một mạng lưới đường phố độc đáo. Tại đây, bạn có thể tìm thấy những quảng trường cổ kính, các tòa nhà thờ, và tòa thị chính. Các công trình lịch sử và văn hóa nổi bật khác bao gồm Thư viện cổ từ thế kỷ 19 (hiện đã có một thư viện mới được xây dựng) và trung tâm học tập cũ từ cuối thế kỷ 19. Ngày nay, văn phòng du lịch cũng đặt tại Thư viện cổ. Ngoài ra, một số tòa nhà gỗ cổ từ thế kỷ 19 vẫn còn tồn tại, nhưng nhiều tòa nhà trong số đó đã bị phá bỏ, thay vào đó có nhiều tòa nhà xây dựng sau những năm 1960.
Phía bắc của trung tâm là bảo tàng Västergötland, bao gồm cả một bảo tàng ngoài trời chỉ cách toà nhà chính của bảo tàng một trăm mét về phía đông. Bảo tàng ngoài trời này trưng bày nhiều trang trại cổ, cửa hàng nông thôn, một nhà thờ gỗ cổ với tháp chuông, và nhiều hiện vật đến từ các vùng khác nhau của cảnh quan độc đáo.

## Các đơn vị dân cư trực thuộc
- Ardala
- Axvall
- Eggby
- Skara (thủ phủ)
- Varnhem